# Georg von Toggenburg

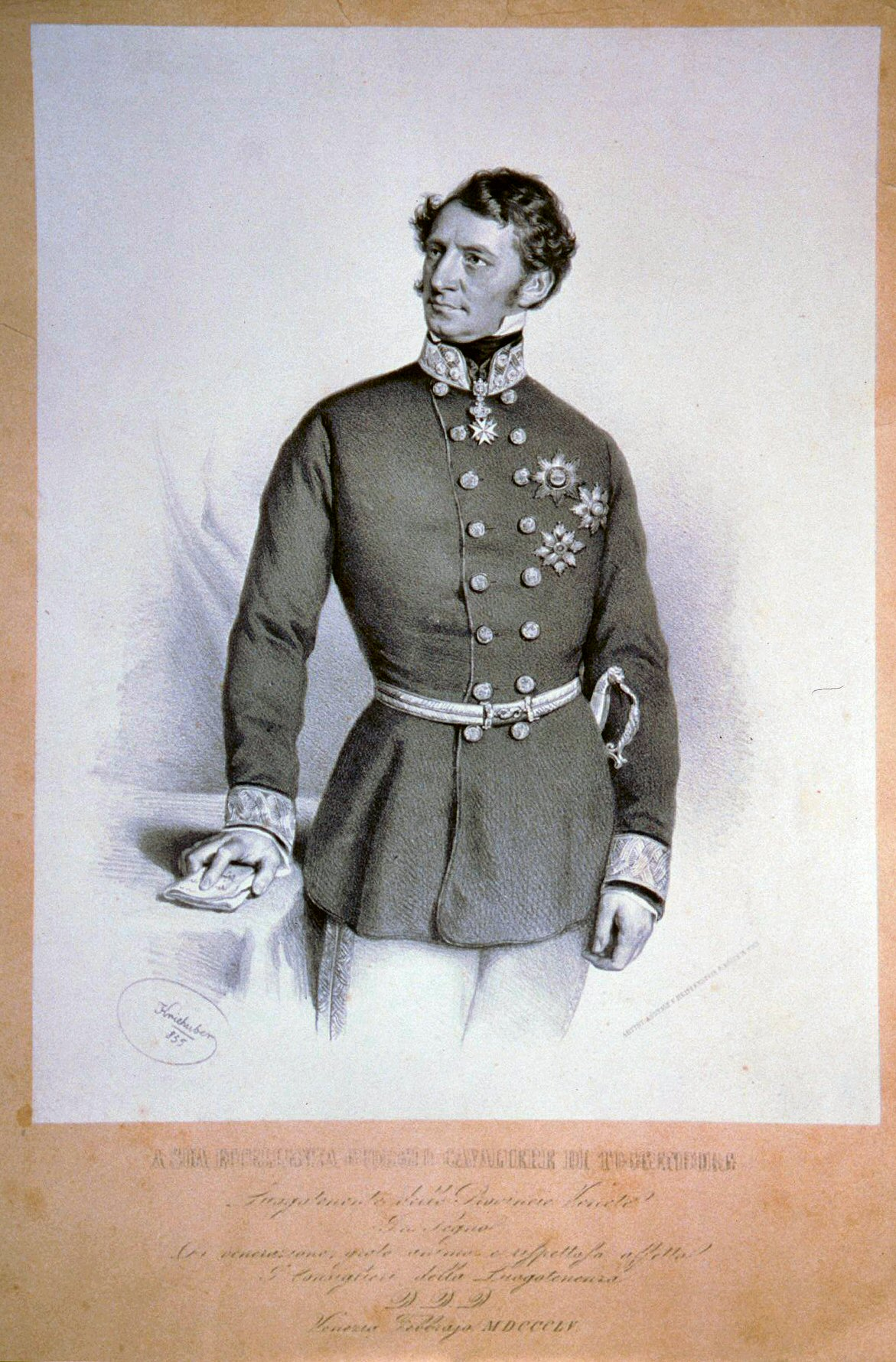
Josef Kriehuber: Georg von Toggenburg (1855)

Georg Otto Aloys Udalricus Diethelm Ritter von Toggenburg (24. Januar 1810 in Rhäzüns, Kanton Graubünden; † 8. März 1888 in Bozen, Österreich-Ungarn) war ein österreichischer Geheimrat, Jurist und Politiker, Minister für Handel und öffentliche Arbeiten, Statthalter von Tirol und Vorarlberg sowie zweimal im Königreich Lombardo-Venetien.

## Leben

### Herkunft und Familie

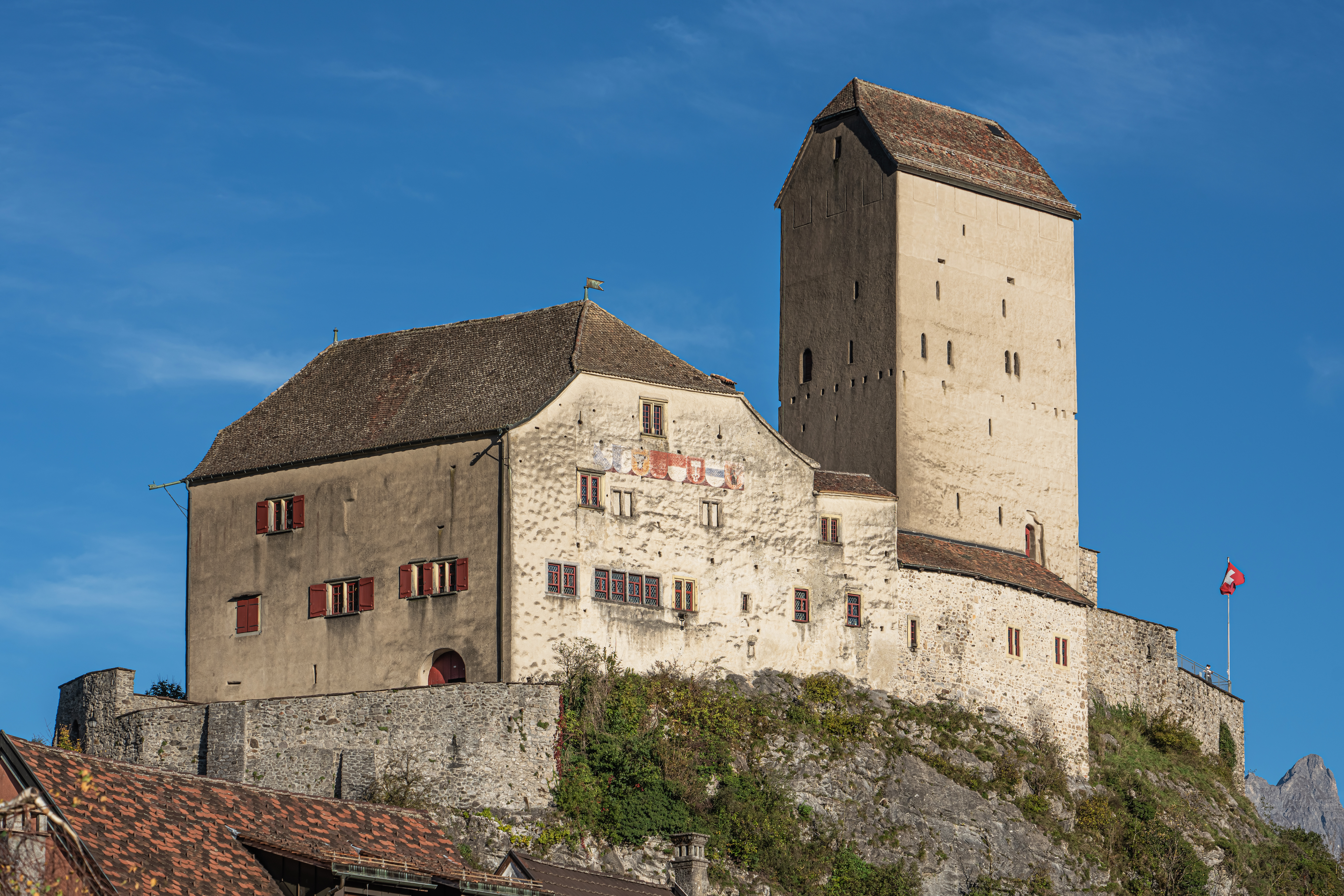
Schloss Sargans

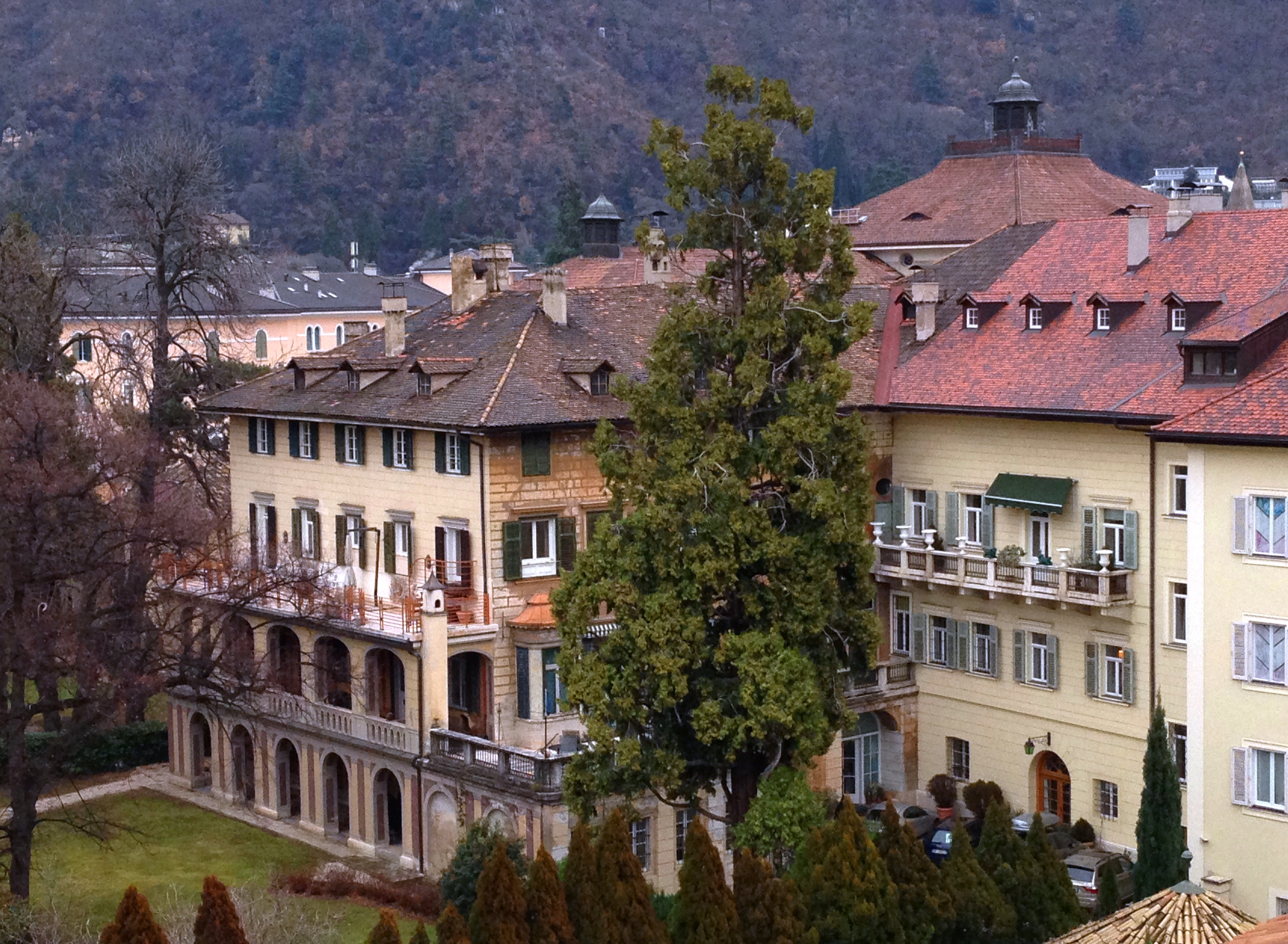
Palais Toggenburg in Bozen

Georg Otto entstammte einem Graubündner Adelsgeschlecht, das eine illegitime Abkunft von den 1436 erloschenen Grafen von Toggenburg behauptet. Die Mutter war Josepha von Jost zu St. Görgen (* 4. November 1784; † 1. Dezember 1862). Sein Vater Johann Georg (* 8. Oktober 1765; † 6. Juni 1847 in Feldkirch) erhielt 1832 von König Louis-Philippe I. von Frankreich das Recht zur Führung des Titels Vicomte und kaufte 1834 das Schloss Sargans. Seither nannte er sich „Graf von Toggenburg-Sargans“. Der Zusatz Sargans bezog sich also auf einen Besitz und hatte nichts mit dem Adelsprädikat zu tun. Auf seiner Grabinschrift in Lefis steht: „Sergens, des französischen Reiches Graf, kaiserlich österreichischer Administrator zu Razuns, Präsident und Mitglied der Regierung in Graubünden“.
Georg war ein Sohn besagten Georg Johann Vicomte de Toggenburg, führte allerdings nur den Rittertitel.
Georg Otto von Toggenburg heiratete 1852 in erster Ehe Maria Adelheid Gräfin von Sarnthein (* 2. April 1822; † 1855), eine Tochter von Graf Maria Ludwig von Sarnthein (* 1792; † 1867), k. k. Kämmerer, Herr zu Rottenbuch, Kellerburg und Kränzelstein, ständischer Verordneter des Herren- und Ritterstandes in Tirol, und der Annette von Menz („Anna“; * 1796; † 1869). Aus jener Ehe stammten die Söhne Paul Maria (Oberpfarrer; * 1852; † 1902), Ludwig (* 1853) und die Tochter Maria (* 1854).
Er heiratete in zweiter Ehe am 12. Februar 1858 in Bozen die Schwester seiner verstorbenen Ehefrau, die spätere Malteser-Ordensdame Maria Virginia Gräfin von Sarnthein (* 31. Mai 1833 in Bozen; † 7. Oktober 1905 ebenda) aus welcher Ehe die Söhne Friedrich (* 1866; † 1956) und Heinrich (* 1872) und drei Töchter, Antonie (* 1861), Adelheid (* 1865) und Ida (Itha) (* 19. Oktober 1867 in Innsbruck; † 12. Mai 1915 ebenda), entsprossen.
Sein ältester Sohn aus der zweiten Ehe, Friedrich Graf von Toggenburg (1866–1956), war ebenfalls jahrelang Statthalter von Tirol und Vorarlberg. 1917/1918 wurde er k. u. k. Innenminister und betätigte sich nach dem Krieg noch in der Südtirolpolitik.

### Karriere
Toggenburg absolvierte das Gymnasium in St. Gallen und in Feldkirch und studierte anschließend an der Universität Freiburg Philosophie und Jura.
Im September 1838 wurde er zum überzähligen unbesoldeter Kreiskommissär in Tirol befördert. Noch bis ins Jahr 1848 bekleidete er den Posten eines Gubernialsekretärs bei der Statthalterei des Königreichs Illyrien, erhielt jedoch sodann die Würde eines Kreispräsidenten in Trient.
Nach der Wiedereroberung Lombardo-Venetiens, die mit der Einnahme Venedigs am 22. August 1849 abgeschlossen worden war, wurden in beiden Kronländern Statthaltereien eingerichtet, die die Funktion der ehemaligen Gubernien übernahmen. Georg folgte Anton Freiherr von Puchner bereits am 22. Juli 1850 im Amt und wurde zum ersten Mal Statthalter Venetiens. Er unterstand nicht dem Wiener Innenministerium, sondern dem „Civil-General-Gouvernement“ in Verona, das zu jener Zeit von Feldmarschall Radetzky geleitet wurde. Er musste sich das Amt mit einem Militärgouverneur teilen, damals Karl von Grohowski.
Am 7. Februar 1855 wurde er nach dem Rücktritt des Andreas Freiherrn von Baumgartner zum k. k. Handelsminister ernannt, welches Amt er bis 1859 ausübte. Als solcher erließ er unter anderem im Auftrag des Kaisers am 8. März 1856 die „Concessions-Urkunde“ für die Eisenbahn von Wien über Linz nach Salzburg und/bzw. an die dortige bayerische Grenze nächst Kleßheim samt der Flügelbahn von Linz nach Passau. Doch setzte er auch wichtige Reformen zur Regulierung der heimischen Industrie und der Pflege der Handelsbeziehungen mit dem Königreich Lombardo-Venetien und Ungarn durch. Weiters sorgte er für die Gleichstellung der Maße und Gewichte im Kaiserreich, auch führte er das österreichische Post- und Telegraphenwesen zu Ansehen. Am 22. Juli 1857 wurde er Ehrenbürger von Triest.
Am 9. Februar 1860 wurde erneut zum Gouverneur in Lombardo-Venetien bestimmt, in einer der größten Krisenzeiten der österreichischen Herrschaft in Norditalien. Er ging sofort eifrig daran, Missbräuche, die sich eingeschlichen hatten, abzuschaffen, und Personen, die des Vertrauens nicht würdig waren, von ihren Posten zu entfernen. Der Ritter galt als ebenso gerechter wie energischer Mann, der jedermann sein Recht widerfahren ließ, allen Umtrieben aber rigoros entgegentrat.
Im Jahr 1861 musste er den Waffenstillstand und die Abtretung der Lombardei an das Königreich Sardinien, der das Königreich Lombardo-Venetien zerbrach, als Folge der Niederlage bei Solferino, unterzeichnen. Nur Venetien verblieb vorerst in österreichischen Händen.
Venetien ging für Österreich trotz der militärischen Erfolge im dritten Unabhängigkeitskrieg verloren. Da das mit Italien verbündete Preußen (Preußisch-Italienischer Allianzvertrag) Österreich in der Schlacht von Königgrätz besiegt hatte, musste Österreich das Gebiet an Frankreich abtreten, das es dann an Italien weitergab. Infolgedessen verließ er, als somit letzter Statthalter jener Region, Venedig am 18. Oktober 1866.
In seine Heimat zurückgekehrt, war Toggenburg vom 6. Dezember 1866 bis zum 21. Februar 1868 Statthalter von Tirol und Vorarlberg. Er sollte noch einmal mit den Piemontesern konfrontiert werden, als diese nämlich unter Führung von Giuseppe Garibaldi eine Invasion des Trentino versuchten. Nach schweren Zerwürfnissen mit dem Tiroler Parlament wegen seiner Amtsführung, bat er um Demission, die ihm schließlich gewährt wurde (4. Februar 1868). Als Dank für seine Tätigkeit wurde er von Kaiser Franz Joseph I. mit dem Orden der Eisernen Krone 1. Klasse dekoriert.

### Tod

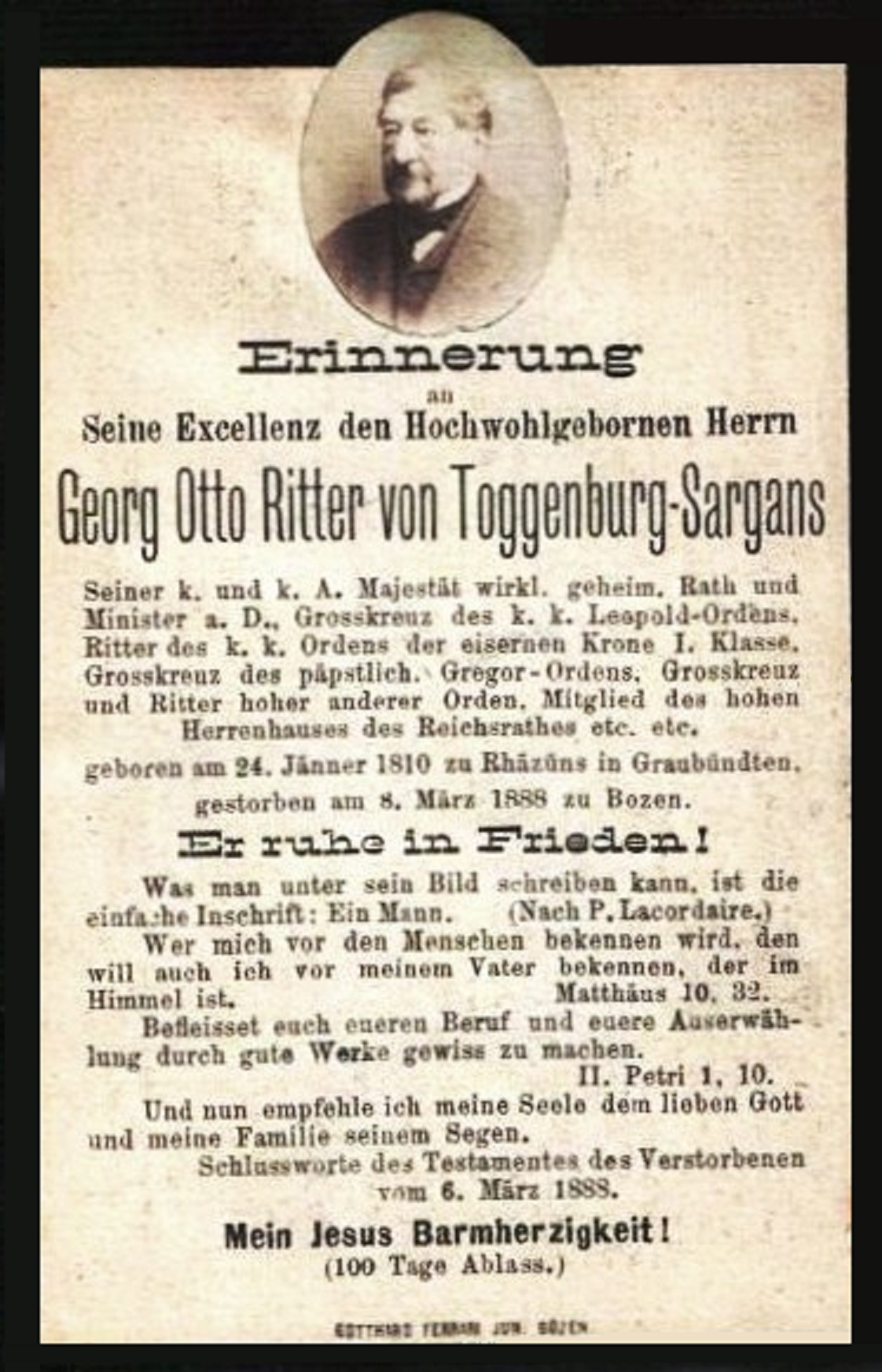
Sterbebild von Georg Otto Ritter von Toggenburg-Sargans

Nachdem er noch am 6. März sein Testament beschlossen hatte, verstarb Georg Otto von Toggenburg am 8. März 1888 im Palais Sarnthein zu Bozen, von wo aus zwei Tage später unter reger Anteilnahme der Bevölkerung der ehrenvoll-feierliche Trauerzug begann, der zum Begräbnis auf dem Bozener Friedhof in der gräflich Sarnthein'schen Familiengruft führte.

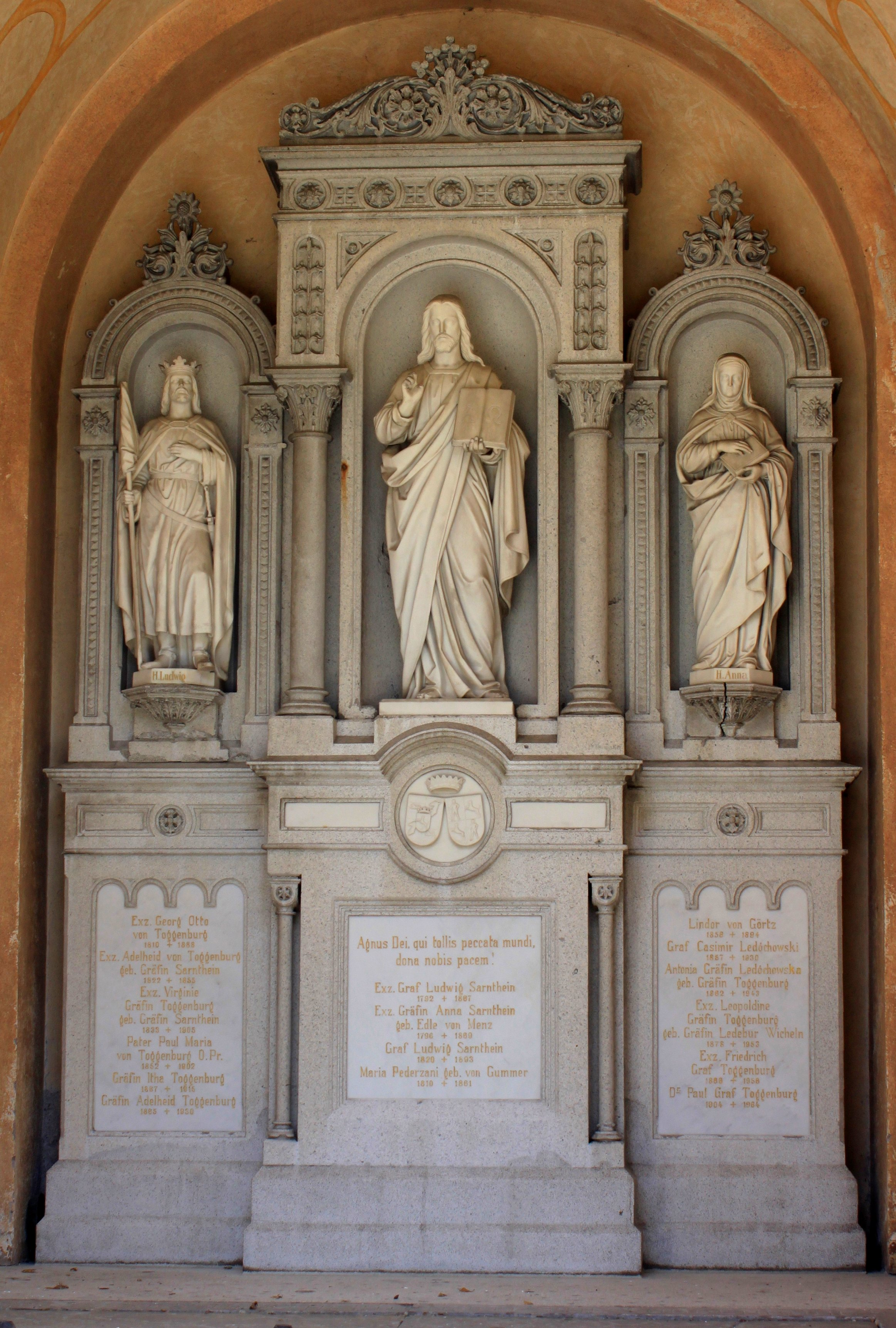
Sarnthein-Toggenburg'sche Familiengruft auf dem Bozener Friedhof

Durch „Allerhöchste Entschließung“ Kaiser Franz Josephs vom 9. Juli 1892 (Diplom zu Wien vom 10. September 1892) wurde seinem Sohn Friedrich von Toggenburg und dessen Geschwistern (sowie ihrer Mutter Virginie, geb. Gräfin Sarnthein) der Grafenstand in Österreich als ein ausländischer unbeschränkt prävaliert. Georg von Toggenburgs Nachkommen leben bis heute im darauffolgend als „Palais Toggenburg“ bekannter gewordenen Palais Sarnthein in Bozen, in Österreich und in der Schweiz.

## Auszeichnungen
Zu seinen bedeutendsten Ehrenzeichen gehörten:
- Großkreuz des Österreichischen Leopold-Ordens
- Orden der Eisernen Krone 1. Klasse
- Großkreuz des Constantinischen St.-Georgs-Ordens